# Guerrilla girl
Guerrilla girl er en dansk dokumentarfilm fra 1992, der er instrueret af Lynn Hershman.

## Handling
Om en kvindelig kunstnergruppe, der klæder sig ud med gorillamasker.